# Cincinnati Stuff
De Cincinnati Stuff was een Amerikaans basketbalclub die bestond van 1999 tot 2001 en speelde in de International Basketball League.

## Geschiedenis
De club werd in maart 1999 opgericht met Doug Kirchhofer als voorzitter. Oscar Robertson en Neil Kirchhofer waren eigenaars van de ploeg. In de IBL Draft 1999 hadden ze de eerste selectie en kozen voor Devin Davis maar hij zou nooit voor hen spelen. Coaches in het eerste seizoen waren Joby Wright met assistenten Greg Herenda en Scott Spinelli. De club slaagde erin om zich te kwalificeren voor de play-offs waarin ze in de halve finale verloren van de Richmond Rhythm.
In het tweede seizoen werd Mike Frink aangesteld als hoofdcoach. Aan het einde van het seizoen werd de club opgedoekt net zoals de competitie.

## Resultaten
| Seizoen | Winst | Verlies | Play-offs    | Coach       |
| ------- | ----- | ------- | ------------ | ----------- |
| 1999/00 | 43    | 21      | Halve finale | Joby Wright |
| 2000/01 | 27    | 24      | –            | Mike Frink  |

## Prijzen
- All-IBL First team: Tremaine Fowlkes (2000), Roderick Blakney (2001)
- All-IBL Second team: Alex Sanders (2000)

## Voormalige spelers
- Roderick Blakney
- Lenny Brown
- Joe Courtney
- Allen Edwards
- Damon Flint
- Tremaine Fowlkes
- Damon Frierson

- Ronnie Grandison
- Derrick Hayes
- Phil Hickey
- Courtney James
- Nate Johnson
- Jamie Kendrick
- Chris Kingsbury

- Melvin Levett
- Martin Lewis
- Todd Lindeman
- Jeff Potter
- George Reese
- Soumaila Samake
- Alex Sanders

- Nick Sheppard
- Eric Taylor
- Marcus Taylor
- Billy Thomas
- Wayne Turner
- Jaquay Walls
- Fred Williams